# Durbin (Wirginia Zachodnia)
Durbin – miasto w Stanach Zjednoczonych, w stanie Wirginia Zachodnia, w hrabstwie Pocahontas.